# تفجير بيدغانة
تفجير ترسانة بيدغانة هو حادث وقع حوالي 13 مساء 12 نوفمبر 2011 في حامية مدرس التي تقع في قرية بالقرب من مدينة شهريار (محافظة طهران) في إيران. استمع شرق طهران وكرج صوت الانفجار والمباني التي تقع بالقرب من مكان الحادث تم كسر زجاجها اثر موج الانفجار. في البداية قيل ان الانفجار وقع في محطة للغاز الطبيعي المضغوط، ولكن بعد لحظات نفى ذلك. وقال الحرس الثوري الإيراني ان الانفجار وقع في حاميات هذا الجهاز في بيدغانة وقتل 15 موظفا رسميا في الحرس الثوري الإيراني في هذا الحادث و أعلن أنه تم إرسال سيارات الإسعاف التابعة لجامعة طهران ومحافظة البرز إلى مكان الحادث.